# 마리 피카소
마리 피카소(Marie Picasso, 1979년 4월 24일 ~ )는 스웨덴의 가수, 사회자이다.